# Aphaereta palea
Aphaereta palea är en stekelart som först beskrevs av Papp 1990.  Aphaereta palea ingår i släktet Aphaereta och familjen bracksteklar. Inga underarter finns listade i Catalogue of Life.